# Ouossou
Ouossou és una població de Guinea, a la prefectura de Kindia.
Avui dia està formada només per unes dotzenes de cases amb uns centenars d'habitants però a finals del segle xix fou la principal població de la regió de Tamisso i el capità Briquelot, en la seva exploració el 1893 per obrir un camí entre el Sudan Francès i l'oceà Atlàntic (entre Faranah i Benty) va fundar la posició d'Ouossou al Tamisso, arribant a Benty el 9 de maig. Fou ascendit a comandant i va tornar a França sent enviat poc després a Tonkin, morint a Hanoi el 22 d'abril de 1896.